# Női röplabdatorna az 1972. évi nyári olimpiai játékokon
Az 1972. évi nyári olimpiai játékokon a női röplabdatornát augusztus 27. és szeptember 7. között rendezték. A tornán 8 nemzet csapata vett részt. A magyar női röplabda-válogatott ötödik helyezést ért el.

## Lebonyolítás
A 8 résztvevőt 2 darab 4 csapatos csoportba sorsolták. Körmérkőzések döntötték el a csoportok végeredményét. A csoportból az első két helyezett jutott tovább az elődöntőbe, ahonnan egyenes kieséses rendszerben folytatódott a torna. A csoportok harmadik és negyedik helyezettjei az 5–8. helyért mérkőzhettek.

## Csoportkör
| Színmagyarázat                                                             |
| -------------------------------------------------------------------------- |
| A csoportok első két helyezettje bejutott az elődöntőbe.                   |
| A csoportok harmadik és negyedik helyezettjei az 5–8. helyért játszhattak. |

### A csoport
|                    |      | Mérkőzések | Mérkőzések | Szettek | Szettek | Szettek | Pontok | Pontok | Pontok |
| Csapat             | Pont | Gy         | V          | Sz+     | Sz–     | SzA     | P+     | P–     | PA     |
| ------------------ | ---- | ---------- | ---------- | ------- | ------- | ------- | ------ | ------ | ------ |
| Szovjetunió (URS)  | 6    | 3          | 0          | 9       | 2       | 4,500   | 159    | 96     | 1,656  |
| Dél-Korea (KOR)    | 5    | 2          | 1          | 7       | 3       | 2,333   | 127    | 99     | 1,283  |
| Magyarország (HUN) | 4    | 1          | 2          | 4       | 6       | 0,667   | 114    | 131    | 0,870  |
| NSZK (FRG)         | 3    | 0          | 3          | 0       | 9       | 0,000   | 61     | 135    | 0,452  |

| 1972. augusztus 27. 15:30 | Magyarország (HUN)  | 3 – 0 | NSZK (FRG) |  |
| 1972. augusztus 27. 15:30 | (15–8, 15–11, 15–9) |       |            |  |

| 1972. augusztus 27. 21:00 | Dél-Korea (KOR)           | 1 – 3 | Szovjetunió (URS) |  |
| 1972. augusztus 27. 21:00 | (15–11, 8–15, 7–15, 7–15) |       |                   |  |

| 1972. augusztus 29. 15:30 | Magyarország (HUN)   | 0 – 3 | Dél-Korea (KOR) |  |
| 1972. augusztus 29. 15:30 | (7–15, 13–15, 11–15) |       |                 |  |

| 1972. augusztus 29. 21:00 | Szovjetunió (URS)  | 3 – 0 | NSZK (FRG) |  |
| 1972. augusztus 29. 21:00 | (15–5, 15–7, 15–9) |       |            |  |

| 1972. augusztus 31. 15:30 | Magyarország (HUN)         | 1 – 3 | Szovjetunió (URS) |  |
| 1972. augusztus 31. 15:30 | (12–15, 2–15, 15–13, 9–15) |       |                   |  |

| 1972. augusztus 31. 21:00 | Dél-Korea (KOR)    | 3 – 0 | NSZK (FRG) |  |
| 1972. augusztus 31. 21:00 | (15–2, 15–8, 15–2) |       |            |  |

### B csoport
|                     |      | Mérkőzések | Mérkőzések | Szettek | Szettek | Szettek | Pontok | Pontok | Pontok |
| Csapat              | Pont | Gy         | V          | Sz+     | Sz–     | SzA     | P+     | P–     | PA     |
| ------------------- | ---- | ---------- | ---------- | ------- | ------- | ------- | ------ | ------ | ------ |
| Japán (JPN)         | 6    | 3          | 0          | 9       | 0       | MAX     | 136    | 56     | 2,429  |
| Észak-Korea (PRK)   | 5    | 2          | 1          | 6       | 3       | 2,000   | 119    | 76     | 1,566  |
| Kuba (CUB)          | 4    | 1          | 2          | 3       | 7       | 0,429   | 73     | 140    | 0,521  |
| Csehszlovákia (TCH) | 3    | 0          | 3          | 1       | 9       | 0,111   | 85     | 141    | 0,603  |

| 1972. augusztus 28. 15:30 | Kuba (CUB)         | 0 – 3 | Észak-Korea (PRK) |  |
| 1972. augusztus 28. 15:30 | (1–15, 8–15, 3–15) |       |                   |  |

| 1972. augusztus 28. 21:00 | Japán (JPN)        | 3 – 0 | Csehszlovákia (TCH) |  |
| 1972. augusztus 28. 21:00 | (15–1, 15–7, 15–9) |       |                     |  |

| 1972. augusztus 30. 15:30 | Kuba (CUB)         | 0 – 3 | Japán (JPN) |  |
| 1972. augusztus 30. 15:30 | (2–15, 3–15, 5–15) |       |             |  |

| 1972. augusztus 30. 21:00 | Csehszlovákia (TCH) | 0 – 3 | Észak-Korea (PRK) |  |
| 1972. augusztus 30. 21:00 | (3–15, 7–15, 8–15)  |       |                   |  |

| 1972. szeptember 1. 15:30 | Kuba (CUB)                  | 3 – 1 | Csehszlovákia (TCH) |  |
| 1972. szeptember 1. 15:30 | (6–15, 15–12, 15–10, 15–13) |       |                     |  |

| 1972. szeptember 1. 21:00 | Japán (JPN)         | 3 – 0 | Észak-Korea (PRK) |  |
| 1972. szeptember 1. 21:00 | (15–3, 15–2, 16–14) |       |                   |  |

## Egyenes kieséses szakasz

### Az 5–8. helyért
| 1972. szeptember 2. 15:30 | NSZK (FRG)            | 0 – 3 | Kuba (CUB) |  |
| 1972. szeptember 2. 15:30 | (11–15, 13–15, 15–17) |       |            |  |

| 1972. szeptember 2. 21:00 | Magyarország (HUN)                 | 3 – 2 | Csehszlovákia (TCH) |  |
| 1972. szeptember 2. 21:00 | (15–9, 13–15, 11–15, 15–10, 15–11) |       |                     |  |

### Elődöntők
| 1972. szeptember 3. 15:30 | Dél-Korea (KOR)    | 0 – 3 | Japán (JPN) |  |
| 1972. szeptember 3. 15:30 | (3–15, 5–15, 9–15) |       |             |  |

| 1972. szeptember 3. 21:00 | Szovjetunió (URS)          | 3 – 1 | Észak-Korea (PRK) |  |
| 1972. szeptember 3. 21:00 | (15–10, 16–14, 7–15, 15–8) |       |                   |  |

### A 7. helyért
| 1972. szeptember 7. 14:00 | Csehszlovákia (TCH)  | 3 – 0 | NSZK (FRG) |  |
| 1972. szeptember 7. 14:00 | (15–13, 15–4, 16–14) |       |            |  |

### Az 5. helyért
| 1972. szeptember 7. 15:30 | Kuba (CUB)                         | 2 – 3 | Magyarország (HUN) |  |
| 1972. szeptember 7. 15:30 | (15–13, 16–14, 14–16, 5–15, 11–15) |       |                    |  |

### Bronzmérkőzés
| 1972. szeptember 7. 19:30 | Dél-Korea (KOR)    | 0 – 3 | Észak-Korea (PRK) |  |
| 1972. szeptember 7. 19:30 | (7–15, 9–15, 9–15) |       |                   |  |

### Döntő
| 1972. szeptember 7. 21:00 | Japán (JPN)                       | 2 – 3 | Szovjetunió (URS) |  |
| 1972. szeptember 7. 21:00 | (11–15, 15–4, 11–15, 15–9, 11–15) |       |                   |  |

| Az 1972. évi nyári olimpiai játékok női röplabdatornájának olimpiai bajnoka |
| · SZOVJETUNIÓ · 2. cím                                                      |
| --------------------------------------------------------------------------- |

## Végeredmény
|          |                     |      | Mérkőzések | Mérkőzések | Szettek | Szettek | Szettek | Pontok | Pontok | Pontok |
| Helyezés | Csapat              | Pont | Gy         | V          | Sz+     | Sz–     | SzA     | P+     | P–     | PA     |
| -------- | ------------------- | ---- | ---------- | ---------- | ------- | ------- | ------- | ------ | ------ | ------ |
| Arany    | Szovjetunió (URS)   | 10   | 5          | 0          | 15      | 5       | 3,000   | 270    | 206    | 1,311  |
| Ezüst    | Japán (JPN)         | 9    | 4          | 1          | 14      | 3       | 4,667   | 244    | 131    | 1,863  |
| Bronz    | Észak-Korea (PRK)   | 8    | 3          | 2          | 10      | 6       | 1,667   | 211    | 154    | 1,370  |
| 4.       | Dél-Korea (KOR)     | 7    | 2          | 3          | 7       | 9       | 0,778   | 169    | 189    | 0,894  |
|          |                     |      |            |            |         |         |         |        |        |        |
| 5.       | Magyarország (HUN)  | 8    | 3          | 2          | 10      | 10      | 1,000   | 256    | 252    | 1,016  |
| 6.       | Kuba (CUB)          | 7    | 2          | 3          | 8       | 10      | 0,800   | 181    | 252    | 0,718  |
| 7.       | Csehszlovákia (TCH) | 6    | 1          | 4          | 6       | 12      | 0,500   | 191    | 241    | 0,793  |
| 8.       | NSZK (FRG)          | 5    | 0          | 5          | 0       | 15      | 0,000   | 131    | 228    | 0,575  |